# Kesao Takamizawa
Kesao Takamizawa (jap. 高見沢 今朝雄 Takamizawa Kesao, 1952., japanski astronom i entomolog. Otkrio je periodični komet 98P/Takamizawa. Otkrio je mnogo asteroida, uključujući asteroid 8720 Takamizawa koji je nazvan po njemu.

## Nagrade
- Seven Discovery Awards, the Astronomical Society of Japan (ASJ)[4][5]
- Three Distinguished Service Awards, ASJ (1987, 1989, 1997)[6]

## Publikacije
- Takamizawa, Kesao. 1997. 天文少年物語: 新天体発見のドラマ [Young Astronomer - Discovering new asteroids] (japanski). 信毎書籍出版センター
- Takamizawa, Kesao. 2005. 日本の真社会性ハチ 全種・全亜種生態図鑑 [Ecology of Japanese Social Wasps - Species, Sub species] (japanski). Shinano Mainichi Shimbun. ISBN 978-4784070046
- Kesao Takamizawa, ur. 2010. コイ・フナの絵本 (そだててあそぼう) [Carp and Crucian Carp (picture book)] (japanski). Rural Culture Association Japan. ISBN 978-4540101304
- Kimihiro Kinota; Kesao Takamizawa. 2013. 日本産マルハナバチ図鑑 [Handbook of Bombus in Japan] (japanski). Sveučilište Hokkaido Publication. ISBN 9784832913967